# RU Девы
RU Девы (лат. RU Virginis), HD 111166 — двойная звезда в созвездии Девы на расстоянии (вычисленном из значения параллакса) приблизительно 2548 световых лет (около 781 парсек) от Солнца. Визуальная звёздная величина звезды — от +14,2m до +9m.

## Характеристики
Первый компонент — красный гигант, углеродная* пульсирующая переменная звезда, мирида (M) спектрального класса C8,1e(R3ep), или C8,1e, или N, или R3p. Масса — около 0,548 солнечной, радиус — около 567,92 солнечного, светимость — около 138,432 солнечной. Эффективная температура — около 3950 K.
Второй компонент — красный карлик спектрального класса M. Масса — около 242,35 юпитерианской (0,2313 солнечной). Удалён в среднем на 1,224 а.е..